# Lac du Bouchet
Pour les articles homonymes, voir Lac du Bouchet (îles Kerguelen) et Bouchet.
Le lac du Bouchet est un lac circulaire d'origine volcanique situé dans le département de la Haute-Loire en Auvergne-Rhône-Alpes, sur les communes de Cayres et du Bouchet-Saint-Nicolas. Il se situe plus précisément dans le massif du Devès (1 421 m) entre la Loire et l'Allier, à 20 km au Sud du Puy-en-Velay. Le lac du Bouchet est un site classé depuis le 21 septembre 1950. Depuis 1863, le lac est la propriété du département de la Haute-Loire, gérée avec le concours de l'Office national des forêts.

## Géographie

### Formation
Sa formation résulte d'une explosion volcanique il y a 300 000 ans au sommet du cratère d'un volcan identifié dès la fin du XVIIIe siècle par l'abbé Jean-Louis Giraud-Soulavie. Lors de l'éruption, le magma n'a jamais atteint la surface. Il a rencontré la nappe phréatique le long d'une fissure. Cette rencontre a provoqué une énorme quantité d'eau surchauffée comme dans une cocotte-minute dans des proportions plus importantes. L'eau en voulant s'échapper a rompu le couvercle de la roche volcanique. De nombreuses et violentes explosions ont littéralement projeté de nombreux morceaux de roches hors du cratère.
De nombreuses nuées ardentes ont déferlé et détruit les alentours. Des anciennes coulées de laves et un ancien volcan, le mont Maillon, ont été partiellement détruits. Ceci a formé un vaste cratère d'une profondeur de 100 mètres. Ce cratère porte le nom de maar, un nom d'origine allemande désignant les lacs de cratères de l'Eifel en Rhénanie. Les dépôts résultant de ces explosions forment des anneaux autour du cratère. Ce cratère a ensuite été occupé par un lac.

### Caractéristiques

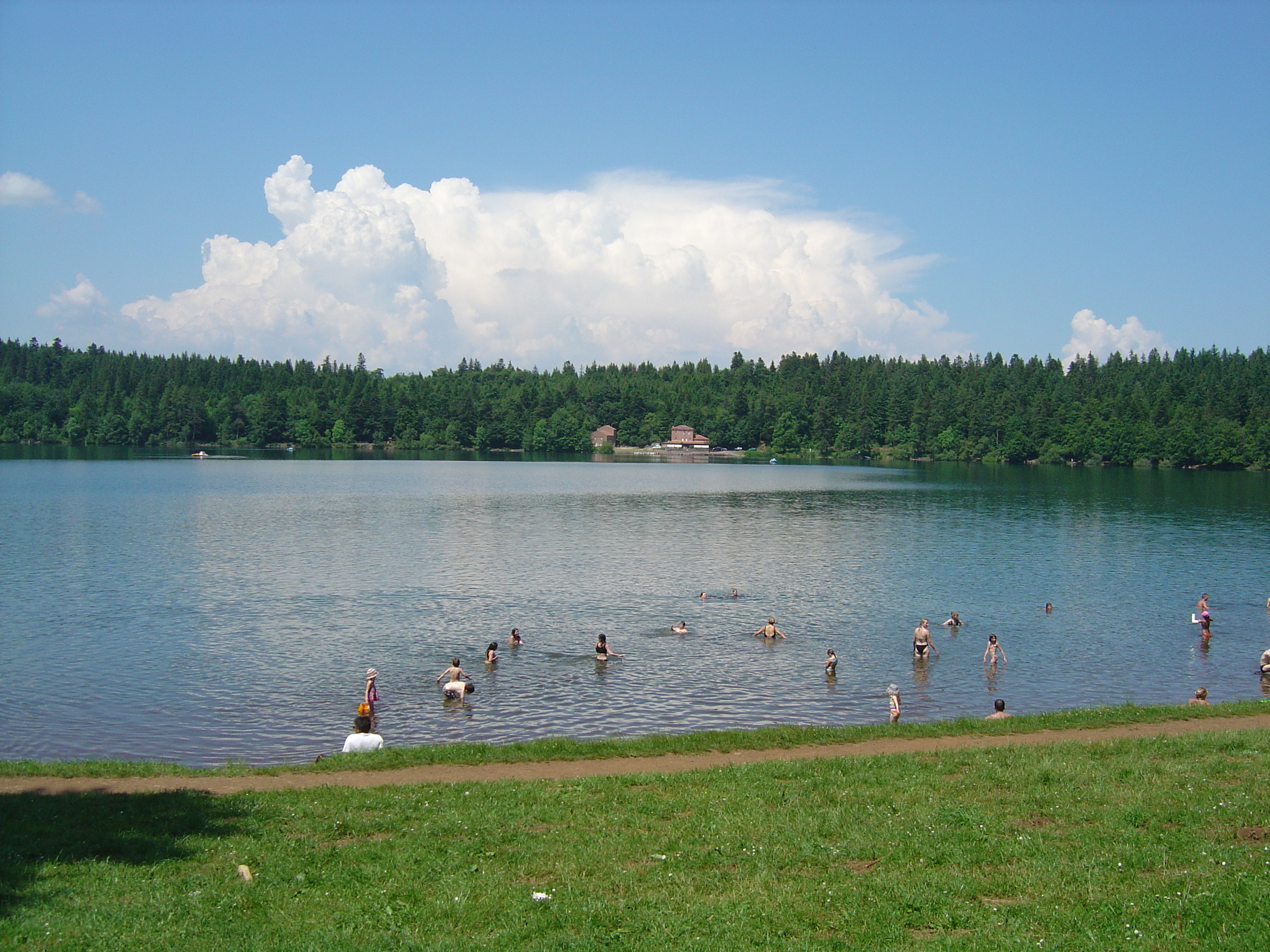
Plage du lac du Bouchet.

Caractéristiques du lac :
- altitude : 1 205 m ;
- superficie : 44 ha ;
- circonférence : 3 km ;
- profondeur : 28 m.

## Tourisme
Le lac du Bouchet est le site naturel le plus fréquenté de la Haute-Loire. Il est alimenté par les eaux de pluie, le ruissellement du bassin versant et quelques sources sous-lacustres de faible importance. Le niveau d’eau varie peu (plus ou moins 10 cm en moyenne sur l’année). C'est un lieu privilégié pour les familles, avec une aire de jeux et des espaces de pique-nique.

Tourisme autour du lac dans la première moitié du XXe siècle
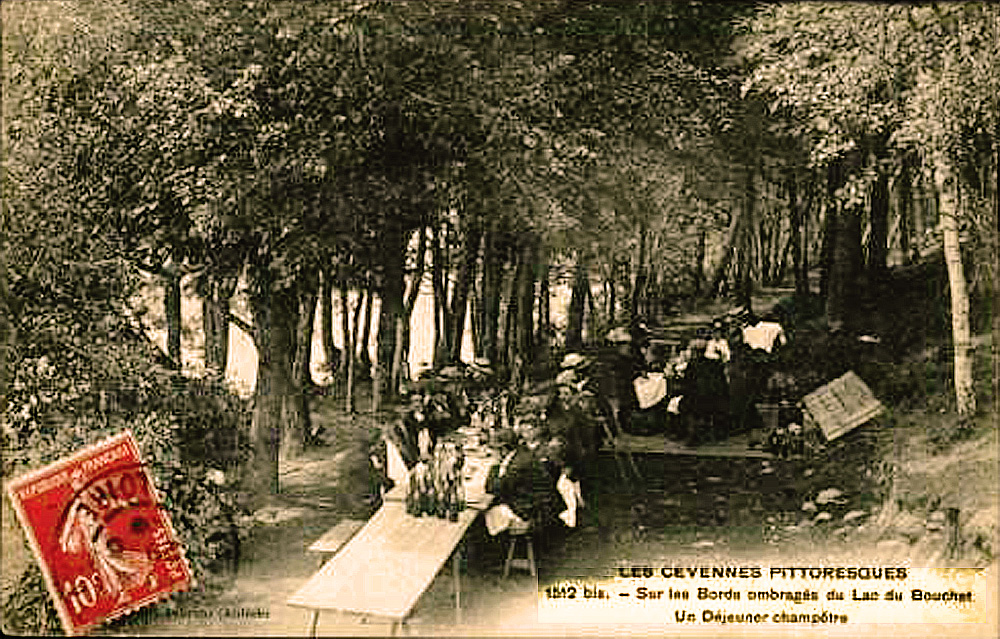
Déjeuner champêtre au bord du lac.
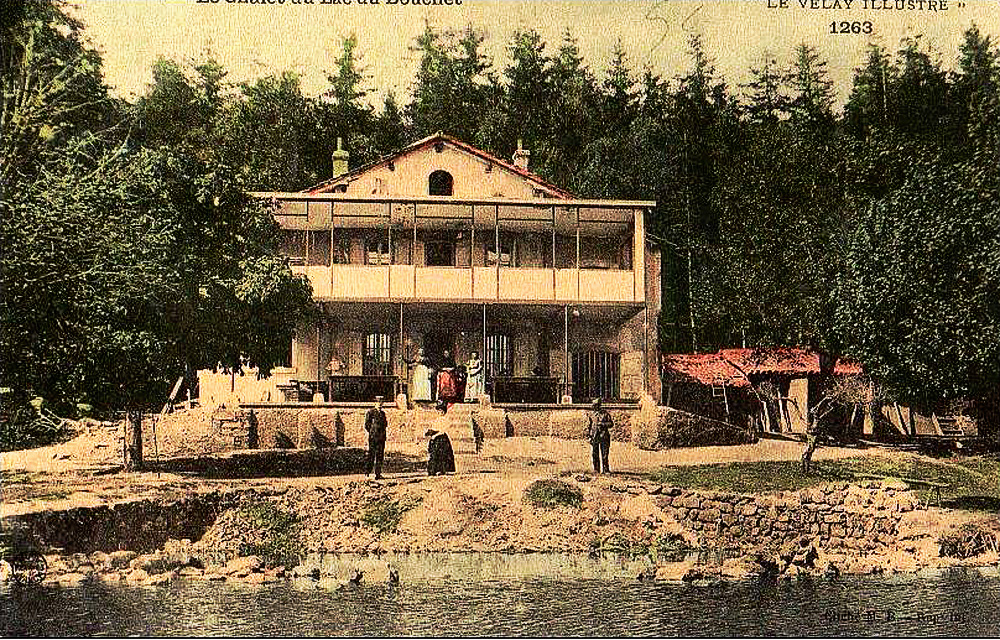
Chalet-restaurant sur les rives du lac.

### Sentiers

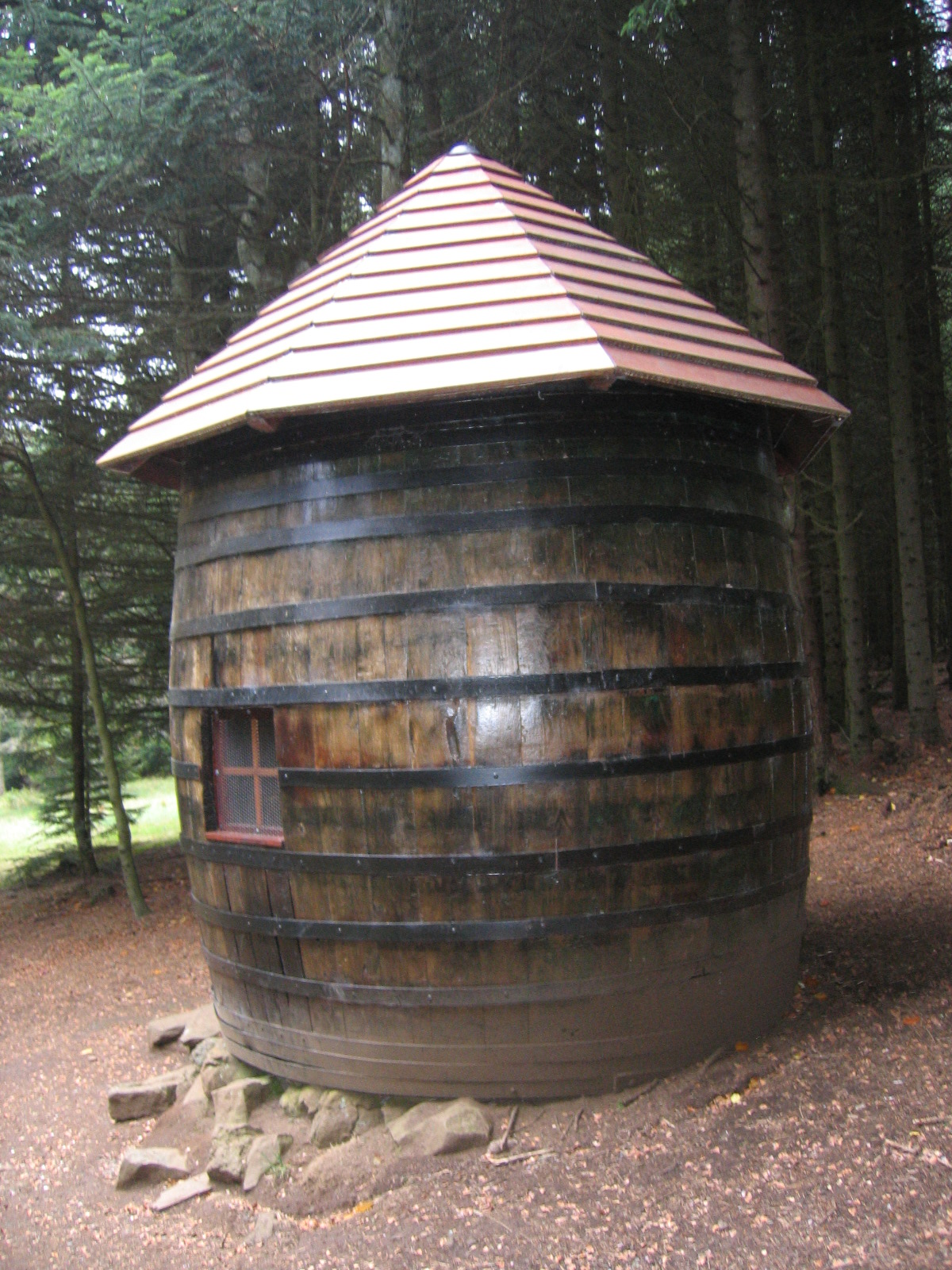
Tonneau de Garou.

Deux sentiers permettent de découvrir les particularités géologiques, environnementales et sociales du lac, avec en particulier le personnage de « Garou » qui vécut ici dans un grand tonneau au cours des années 1960. 

### Sports d'hiver
Le site est propice à la pratique de la randonnée nordique (skis de fond, raquettes à neige). En hiver, un parcours de ski de fond de 5 km permet de faire le tour du lac en longeant les crêtes.

### Pêche
La pêche se subdivise en pêche grand public du 1er janvier au 31 août, et pêche sportive qui se pratique entre le 1er septembre et le 31 décembre. Ces deux activités sont gérées par convention avec la Fédération départementale pour la pêche et la Protection des milieux aquatiques. 

### Plongée subaquatique
La plongée subaquatique se pratique sous le contrôle du club Vellave de plongée qui a passé une convention avec le Conseil général de la Haute-Loire. 

### Baignade
La baignade est surveillée tous les jours à partir de la seconde semaine de juillet jusqu'à la fin août.

## Légende
Le lac se situant à l'endroit de l'ancien village du Bouchet, une légende dit que, les dieux, excédés par le comportement des habitants du hameau, sont venus parler à l'âme la plus charitable du village, une vieille dame (qui n'avait pour seul bien qu'une chèvre). Les dieux lui ont dit de partir du village avec sa chèvre, et de ne surtout pas se retourner en chemin, sinon le village serait englouti par une énorme vague. Elle partit donc, mais arrivée à mi-chemin, elle entendit un bruit sourd derrière elle, elle se retourna et une énorme vague engloutit le village. Depuis, à l'endroit où elle s'est retournée, se trouve une croix en pierre avec la tête de la chèvre sculptée dessus.